# Chungju
Chungju is een stad met ca. 210.000 inwoners in Zuid-Korea. De stad ligt noordelijk in de provincie Chungcheongbuk-do. In de stad ligt ook een kleine berg: de 253 meter hoge Namsan.
Chungju is voornamelijk bekend van de jaarlijkse feesten met oosterse vechtkunsten, die in oktober worden gehouden.

## Geboren in Chungju
- Ban Ki-moon (1944), diplomaat, politicus en secretaris-generaal van de Verenigde Naties (2007-2016)
- Suk Hyun-Jun (1991), voetballer bij FC Groningen